# Franciszek Józef Mosiewicz
Franciszek Józef Mosiewicz herbu Topacz odmienny – marszałek lidzki w latach 1714–1716, podstarości lidzki w latach 1695–1713, chorąży lidzki do 1714 roku, podstoli lidzki w latach 1687–1691, dworzanin pokojowy Jego Królewskiej Mości.
Poseł sejmiku powiatu lidzkiego na sejm konwokacyjny 1696 roku.